# Tigers de Memphis
Les Tigers de Memphis (en anglais : Memphis Tigers) sont un club omnisports universitaire qui se réfère aux 19 équipes sportives tant féminines que masculines de l'université de Memphis basée à Memphis dans l'État du Tennessee.
Ces programmes sportifs participent aux compétitions universitaires organisées par la National Collegiate Athletic Association (NCAA) au sein de sa Division I. Ils concourent au sein de l'American Conference (AAC) à l'exception du programme de tir, membre de la Great America Rifle Conference (en).
L'équipe de football américain joue au sein de la NCAA Division I FBS.
Les couleurs officielles sont le bleu  et le gris .

## Sports représentés
| Hommes (9)                                  | Femmes (9)        |
| ------------------------------------------- | ----------------- |
| Athlétisme †                                | Athlétisme †      |
| Baseball                                    | Basketball        |
| Basketball                                  | Cross country     |
| Cross country                               | Football (soccer) |
| Football (soccer)                           | Golf              |
| Football américain                          | Softball          |
| Golf                                        | Tennis            |
| Tennis                                      | Tir               |
| Tir                                         | Volley-ball       |
| † – Athlétisme en salle et/ou en plein air. |                   |
| Mixte (1)                                   |                   |
| Danse                                       |                   |

## Affiliation aux conférences
- Missouri Valley Conference (1968–1973)
- Metro Conference (1975–1991)
- Great Midwest Conference (1991–1995)
- Conference USA (1995–2013)
- American Conference(depuis 2013)

## Origine du surnom
Lorsque l'université de Memphis (dénommée à l'époque Memphis State University) a mis sur pied sa première équipe de football américain à l'automne 1912, personne n'avait encore choisi de surnom pour désigner ses athlètes. Les premières références à cette équipe font état du surnom de Blue and Gray Warriors (les guerriers rouges et bleus).
Après le dernier match de la saison 1914, les étudiants organisent un défilé. Au cours de celui-ci, plusieurs étudiants de l'université lancent : « Nous nous battons comme des Tigres ! » (We fight like Tigers ! ). Le surnom était né. Au fil du temps, le surnom « Tigers » est de plus en plus utilisé, en particulier dans les publications du campus, même s'il n'est pas adopté par les journaux du centre-ville qui persistent à utiliser les termes « Blue and Gray ».
Sous la direction de l'entraîneur Lester Barnard en 1922, l'équipe de football américain de Memphis va mettre en application les termes utilisés par les étudiants de 1914. L'équipe adopte la devise – « Chaque homme est un tigre » (Every Man a Tiger) – inscrivant 174 points tout en n'en concédant que 29 à ses adversaires. Le surnom Tigers sera alors utilisé continuellement par les étudiants et les anciens élèves, pour finalement être adopté comme surnom officiel de l'université en 1939.

## Mascotte
La première mascotte officielle était « TOM I », un tigre du bengale. L'université était l'une des rares du pays à posséder un tigre vivant comme mascotte, même si la pratique consistant à utiliser des animaux vivants comme mascottes universitaires soit perpétuée par un certain nombre d'autres universités. TOM III a été la dernière mascotte vivante. Il n'a pas été remplacé après son décès survenu le 18 septembre 2020.

## Hymne
La chanson Go, Tigers ! Go ! est le chant de guerre de l'université de Memphis.
| « Go Tigers Go, Go On To Victory, Be A Winner Thru And Thru; Fight Tigers, Fight Cause We're Going All The Way.. Fight, Fight For The Blue And Gray And Say.. Let's Go Tigers Go, Go On To Victory. See Our Colors Bright And True; It's Fight Now Without A Fear, Fight Now Let's Shout A Cheer, Shout For Dear Old Memphis U. (Yell) Go Tigers Go ! Go Tigers Go ! Yeeeaaa...Tigers......GO !!! » |

## Rivalités
La plus forte rivalité sportive des Tigers est celle avec les Blazers de l'université de l'Alabama à Birmingham connue sous le nom de Battle for the Bones.
L'équipe de football américain développe également des rivalités avec Arkansas State, Cincinnati, Louisville, Ole Miss et Southern Miss.

## Sports

### Basket-ball
L'équipe masculine de basket-ball des Tigers termine vice-championne nationale en 1973 après s'être inclinée en finale face aux Bruins de l'UCLA. Régulièrement qualifiés pour le tournoi national NCAA, le parcours des Tigers s'arrête en quarts de finale en 2006.
Les joueurs professionnels NBA, Derrick Rose et Tyreke Evans, sont issus de cette université.

### Football américain
Le programme de football américain de l'université de Memphis a été créé en 1912.
Après des décennies en tant qu'équipe indépendante, il intègre la Conference USA de la NCAA Division I FBS puis l'American Conference  en 2013.
L'équipe dispute ses matchs à domicile au Simmons Bank Liberty Stadium d'une capacité de 62 380 places. Elle a disputé cinq bowls en six saisons entre 2003 et 2008. En 2005, l'équipe était dirigée à l'occasion du Motor City Bowl par le senior DeAngelo Williams, running back reconnu All-American qui sera sélectionné lors du premier tour de la draft 2006 par la franchise NFL des Panthers de la Caroline.

### Golf
L'équipe masculine de golf a remportés six titres de conférence :
- Missouri Valley Conference (1) : 1967[12]
- Metro Conference (2) : 1976, 1988
- Great Midwest Conference (1) : 1992
- Conference USA (1) : 2012
- American Athletic Conference (1) : 2019

Hillman Robbins  a remporté en individuel le championnat  NCAA 1954.

### Soccer
Depuis 1982, le programme de soccer masculin de Memphis a mis sur pied une équipe compétitive. Le programme a débuté dans la Great Midwest Conference, puis a rejoint la Conference USA en 1995 (champion de conférence en 2004) et l'American Conference en 2013.
L'entraineur principal Richie Grant (en) est le plus victorieux de l'histoire du programme (1999-2012). En 2000, il affiche un bilan de 14 victoires et termine 4e de la conférence ce qui lui permet d'être désigné meilleur entraîneur de la saison en C-USA. Il réédite cet exploit en 2004 après avoir remporté  16 matchs de saison régulière et avoir qualifié l'équipe pour son tournoi final de la NCAA depuis.
Depuis 2019, l'équipe s'entraîne et joue au Mike Rose Soccer Complex, stade de football et d'athlétisme du campus d'une capacité de 2 500 places.

### Danse
L'équipe mixte de danse des Memphis Tigers est reconnue comme l'une des meilleures équipes de danse universitaire du pays, ayant remporté des championnats nationaux en 1987, 1988, 1989, 1990, 1991, 1992, 1993, 1994, 1995, 2000, 2007, 2008, 2011, 2012, 2021 et 2024.

## Anciens Tigers notables

### Baseball
- Dan Uggla (deuxième base, Braves d'Atlanta)

### Basketball
- Elliot Williams (Trail Blazers de Portland)
- Tyreke Evans (Pacers de l'Indiana) (meilleur joueur rookie de la saison NBA 2010)
- Derrick Rose (Grizzlies de Memphis) (meilleur joueur rookie de la saison NBA 2011)
- Chris Douglas-Roberts (Celtics de Boston)
- Joey Dorsey (Olympiakos Le Pirée)
- Earl Barron (Suns de Phoenix)
- Rodney Carney (Warriors de Golden State)
- Sean Banks
- Antonio Burks (Étoile rouge de Belgrade)
- Anfernee "Penny" Hardaway
- Keith Lee
- Dajuan Wagner
- Lorenzen Wright
- Shawne Williams (Heat de Miami)
- Elliot Perry
- Cedric Henderson
- Will Barton

### Football
- DeAngelo Williams (Panthers de la Caroline, Steelers de Pittsburgh)
- Stephen Gostkowski (Patriots de la Nouvelle-Angleterre)
- Dontari Poe (Chiefs de Kansas City)
- Isaac Bruce (Rams de Los Angeles/St Louis,49ers de San Francisco)
- Brandon McDonald (Browns de Cleveland, Cardinals de l'Arizona, Lions de Détroit)
- Jake Elliott (Eagles de Philadelphie)
- Tony Pollard (Cowboys de Dallas)
- Antonio Gibson (Commanders de Washington)